# Distrito de Pinto Recodo
El distrito de Pinto Recodo es uno de los diez que conforman la provincia de Lamas, ubicada en el departamento de San Martín en el Perú.
Desde el punto de vista jerárquico de la Iglesia católica forma parte de la  Prelatura de Moyobamba, sufragánea de la Metropolitana de Trujillo y  encomendada por la Santa Sede a la Archidiócesis de Toledo en España.

## Geografía
La capital se encuentra situada a 1.060 m s. n. m. ubicada a 40 minutos aproximadamente de la ciudad de tarapoto.

## Historia
El distrito fue creado el 2 de febrero de 1962 mediante Ley N° 13972, durante el gobierno de presidente Manuel Prado Ugarteche.

## Geografía humana
En este distrito de la Amazonia peruana habita la etnia Quechua, grupo Quechua Lamista, autodenominado Llacuash

## Autoridades

### Municipales
- 2023 - 2026[5]
  - Alcalde: Robinson Tantalean Pedraza, de Somos Perú.
  - Regidores:

  1. Adolgina Pinedo Gonzalez (Somos Perú)
  2. Maximino Alvarado Jaimes (Somos Perú)
  3. Luz Nangely Guevara Huamán (Somos Perú)
  4. Ermitaño Medina Monteza (Somos Perú)
  5. Ana Ruiz Quispe (Avanza País)